# Lotus Exige
Lotus Exige je malé sportovní 2dveřové, dvoumístné kupé značky Lotus, vyráběné od roku 2000. Jedná se o kupé verzi automobilu Lotus Elise, vyráběného na britských ostrovech již od roku 1996.
V základní verzi je vybaven buďto 1,8l atmosférickým nebo 1,8l přeplňovaným motorem, dodávaným firmou Toyota. V roce 2004 byla představena 2. série Exige. Ta disponovala nejen silnějším motorem 2ZZ-GE (opět od Toyoty), ale především řadou aerodynamických doplňků, jako spoiler, střešní nasávač nebo otvory na bocích, sloužící ke zvýšení přítlaku.
V roce 2005 pak Lotus představil další verzi, tentokrát s označením 240R. Ta byla vyrobena v sérií pouze 50 kusů. Nabízeny byly pouze ve žluté a černé barvě počest Lotusu.
V roce 2006 představil Lotus další model Exige S.
Zatím poslední model se jmenuje Exige Cup 260, představený v roce 2009. Cena automobilů se pohybuje zhruba na úrovni 65-80 000$.

## Specifikace
Podle Lotusu má standardní Exige následující parametry:
Motor
- 1798cc, DOHC, VVT-i s označením 2ZZ-GE
- Výkon – 142 kW při 7800 ot/min
- Krouticí moment – 187 Nm při 6800 ot/min
- Kompresní poměr – 11,5:1

Výkon
- Zrychlení – 0-100 km/h za 4,7 s
- Zrychlení – 0-160 km/h za 12,9 s
- Max. rychlost – 237 km/h
- Spotřeba — 12 l na 100 km

## Další modely

### Exige 240R
Motor
- 1796cc, čtyřválec s kompresorem
- Výkon – 178 kW při 8000 ot/min

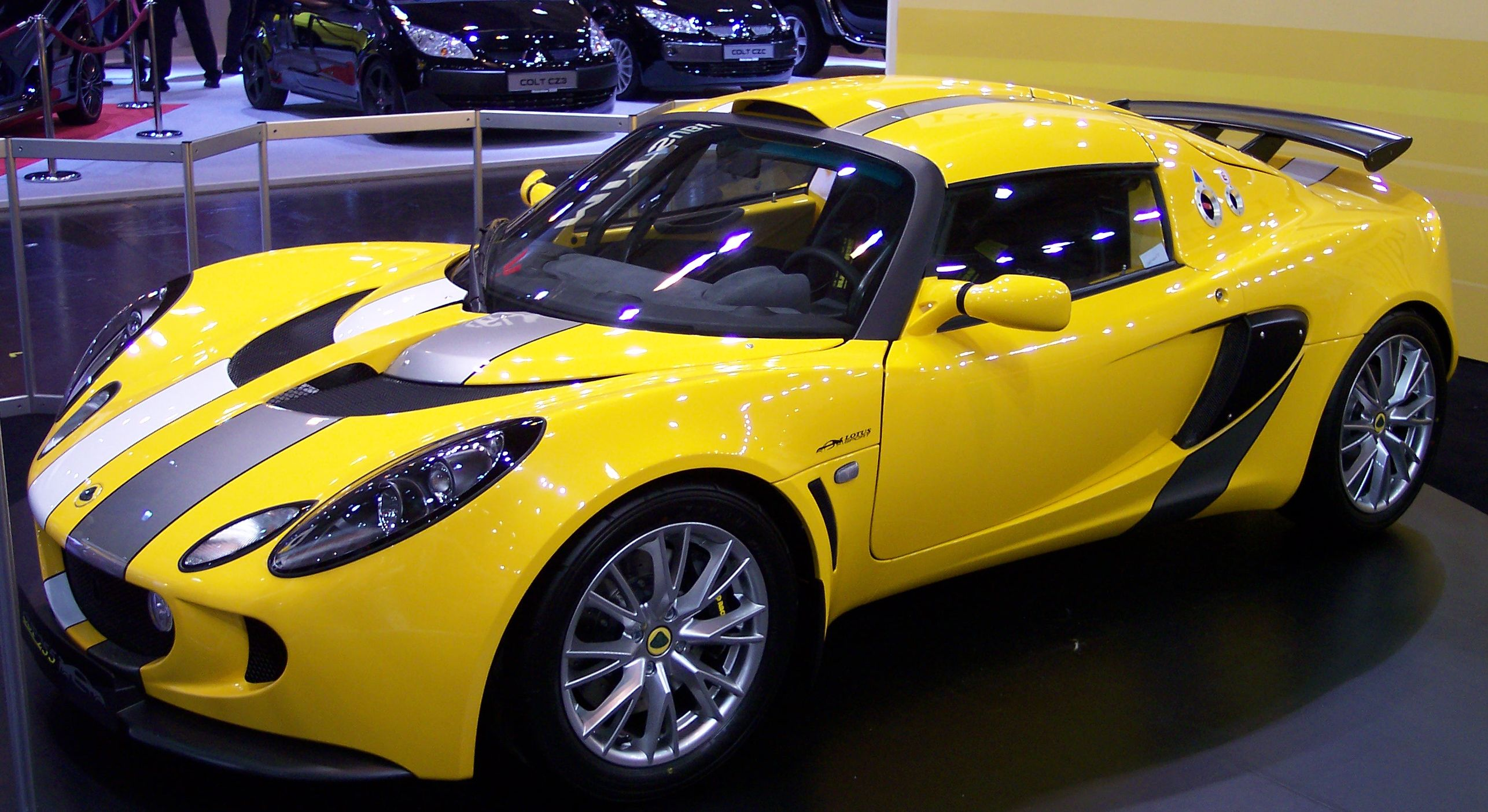
Lotus Exige Sport Cup

- Krouticí moment – 236 Nm při 6800 ot/min
- Kompresní poměr – 11,5:1

Výkon
- Zrychlení – 0-100 km/h za 3,9 s
- Max. rychlost – 250 km/h

### Exige S
Motor

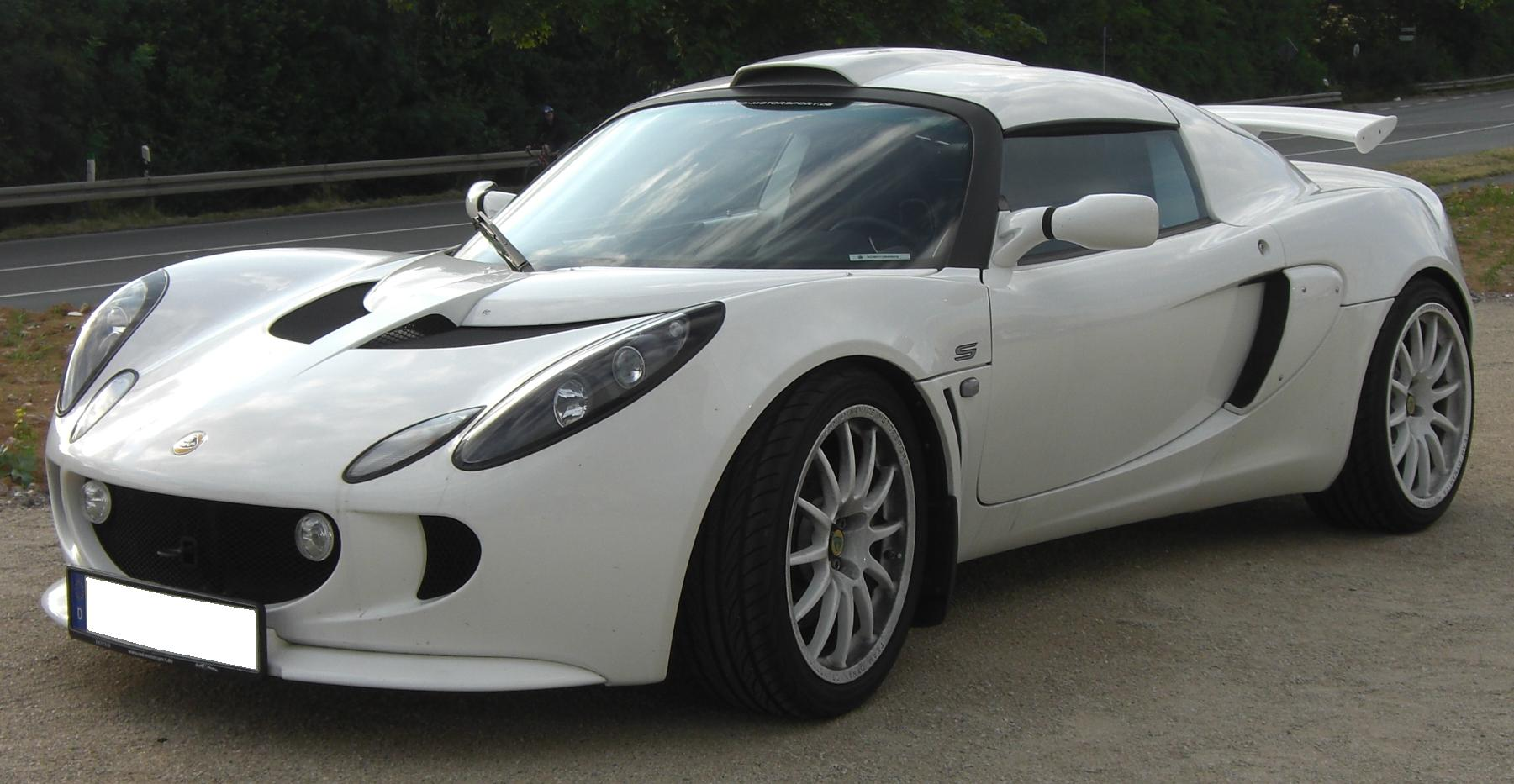
Lotus Exige S

- 1796cc, DOHC, VVT-i s mezichladičem
- Výkon – 162,5 kW při 8000 ot/min
- Krouticí moment – 215 Nm při 6800 ot/min
- Kompresní poměr – 11,5:1

Výkon
- Zrychlení – 0-100 km/h za 4,5 s
- Zrychlení – 0-160 km/h za 11,3 s
- Max. rychlost – 238 km/h
- Spotřeba – 12 l na 100 km

### Exige Cup 260
Motor
- Výkon – 192 kW při 8000 ot/min

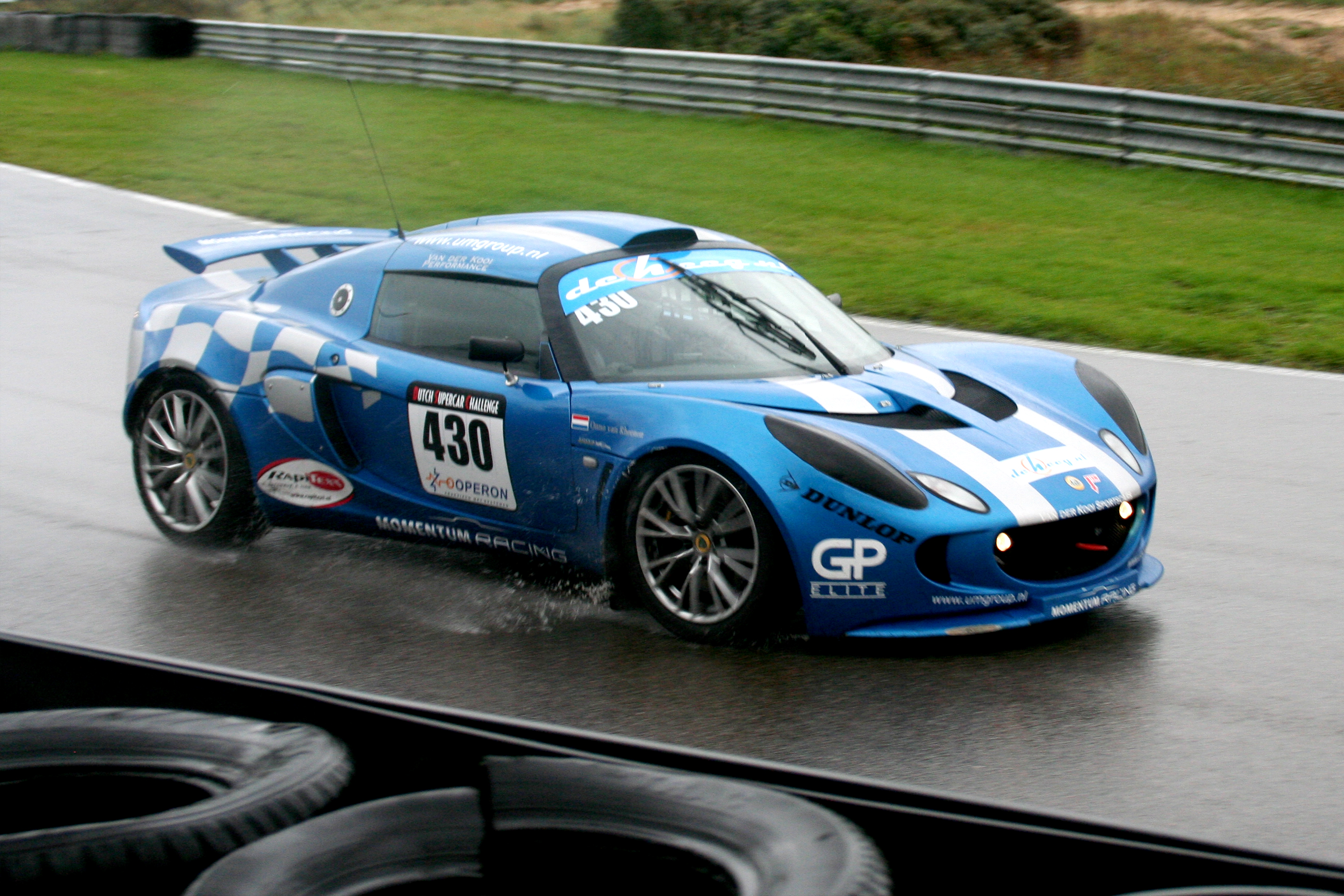
Lotus Exige racecar

- Krouticí moment – 236 Nm při 6800 ot/min
- Kompresní poměr – 11,5:1

Výkon
- Zrychlení – 0-100 km/h za 4 s
- Zrychlení – 0-160 km/h za 9,9 s
- Max. rychlost – 245 km/h
- Spotřeba – 12 l na 100 km